# 앙리 미쇼
앙리 미쇼(프랑스어: Henri Michaux, 1899년 5월 24일~1984년 10월 19일)는 벨기에 태생의 프랑스 시인, 작가, 화가이다. 미쇼는 기이하고 독창적인 시와 산문으로 유명하며 예술 작품으로도 유명하다. 1978년 파리 시립 근대미술관과 뉴욕 구겐하임 미술관에서 대규모 전시를 열기도 했다. LSD와 메스칼린을 이용한 환각 실험을 기록한 그의 자서전으로는 Miserable Miracle과 The Major Ordeals of the Mind and the Countless Minor Ones 등이 있다. 또한 미쇼는 독특한 여행기와 미술 평론으로 유명하다. 미쇼는 평화로운 인물인 플륌(Plume)에 관한 이야기로도 유명하다. 플륌은 문학사상 가장 모험심이 없는 영웅이자 많은 불행을 겪는 인물로 알려져 있다.
미쇼의 시 작품은 프랑스에서 여러번 재출간되었으며, 프랑스 문학의 주요 시인들과 함께 연구되고 있다. 미쇼는 1955년에 프랑스 시민이 되었고 여생을 파리에서 보냈다. 그는 당대 프랑스의 다른 문학계 거장들과 루마니아의 비관주의 철학자인 에밀 시오랑과 친구가 되었다. 1965년 미쇼는 한 해 동안 프랑스 문학에 영향을 미친 작가에게 수여하는 상인 그랑프리 내셔널 데 레트르(Grand prix national des Lettres)를 수상했지만, 그는 평생 동안 받았던 모든 영예와 마찬가지로 이 상도 거부하여 받지 않았다.

## 생애

### 여행기
미쇼는 1930년과 1931년에 일본과 중국, 인도를 방문했다. 이 때의 여행을 바탕으로 A Barbarian in Asia라는 책을 집필했다. 그에게 가장 큰 영향을 준 것 중 하나는 바로 아시아 문화였다. 불교 철학과 서예는 후에 그의 많은 시의 주요 주제가 되었고, 그의 그림에도 많은 영감을 주었다. 그는 또한 에콰도르를 방문하여 동명의 여행기 책을 출판했다. 그의 아메리카 대륙 횡단 여행은 1939년 브라질에서 끝이 났고, 브라질에서 2년간 머물렀다.

### 시각 예술
미쇼는 1940년대와 1950년대의 타시스트 운동에 참여한 매우 독창적인 시각 예술가였지만, 이는 그의 예술적 업적의 극히 일부에 불과하다. 그의 독창적인 시각 예술 작품 중 하나로, 얼굴과 머리를 환각적으로 표현한 작품이 있다. 대체로 그의 작품은 서예, 아세믹 라이팅, 추상표현주의의 요소를 통합한 조밀하고 암시적인 제스처를 활용한다. 1978년에는 파리 국립근대미술관과 뉴욕 구겐하임 미술관에서 대규모 전시를 열었다.

## 작품
- 《주기적 광증의 사례》(Cas de folie circulaire, 1922)
- Les Rêves et la Jambe (1923)
- Fables des origines (Disque vert, 1923)
- Qui je fus (1927). Who I Was
- Mes propriétés (Fourcade, 1929). My Properties
- La Jetée (1929)
- Ecuador (1929). Ecuador: A Travel Journal, trans. Robin Magowan (1970)
- Un certain Plume (Editions du Carrefour, 1930; revised 1938 and 1963 as Plume). A Certain Plume, trans. Richard Sieburth (New York Review Books, 2018)
- Un barbare en Asie (1933; revised 1945). A Barbarian in Asia, trans. Sylvia Beach (1949)
- La nuit remue (1935). The Night Moves
- Voyage en Grande Garabagne (1936). Voyage to Great Garaban
- La Ralentie (1937)
- Plume précédé de Lointain Intérieur (1938; revised 1963). Plume preceded by Faraway Within. 1963 edition includes the "Postface"
- Peintures (GLM, 1939). Paintings
- Au pays de la Magie (1941). In the Land of Magic
- Arbres des tropiques (1942)
- Épreuves, Exorcismes (1940-1944). Ordeals, Exorcisms
- Ici, Poddema (1946)
- Peintures et dessins (Le point du jour, 1946)
- Meidosems (Le point du jour, 1948). Meidosems: Poems and Lithographs, trans. Elizabeth R. Jackson (1992)
- Nous deux encore (10 Lambert, 1948)
- Poésie pour pouvoir (René Drouin, 1949)
- Passages (1950)
- Mouvements (recueil) (1952)
- Face aux verrous (1954)
- Misérable Miracle (La mescaline) (1956). Miserable Miracle, trans. Louise Varèse (1963)
- L'Infini turbulent (1957). Infinite Turbulence, trans. Michael Fineberg (1975)
- Paix dans les brisements (1959)
- Connaissance par les gouffres (1961). Light Through Darkness, trans. Haakon Chevalier (1964)
- Vents et Poussières (1962)
- Désagrégation (1965)
- Les Grandes Épreuves de l'esprit et les innombrables petites (1966). The Major Ordeals of the Mind, trans. Richard Howard (1974)
- Vers la complétude saisie et dessaisies (GLM, 1966). Yantra, partial trans. Louise Landes-Levi (Siglio, 2011)
- Façons d'endormi, façons d'éveillé (1969). Ways of Sleepers, Ways of Wakers
- Poteaux d'angle (1971). Tent Posts, trans. Lynn Hoggard (1997)
- En rêvant à partir de peintures énigmatiques (Fata Morgana, 1972). Dreams Like Enigmatic Paintings, trans. Michael Eales (2018)
- Émergences, Résurgences (Skira, 1972)
- Bras cassé (Fata Morgana, 1973)
- Moments, traversées du temps (1973). Moments, Crossings of Time
- Quand tombent les toits (1973)
- Par la voie des rythmes (Fata Morgana, 1974)
- Idéogrammes en Chine (Fata Morgana, 1975). Ideograms in China, trans. Gustaf Sobin (2002)
- Coups d'arrêt (1975)
- Face à ce qui se dérobe (1976)
- Les ravagés (Fata Morgana, 1976)
- Jours de silence (Fata Morgana, 1978)
- Saisir (Fata Morgana, 1979)
- Une voie pour l'insubordination (Fata Morgana, 1980)
- Affrontements (Fata Morgana, 1981)
- Chemins cherchés, chemins perdus, transgressions (1982). Paths Looked For, Paths Lost, Transgressions
- Les commencements (Fata Morgana, 1983)
- Le jardin exalté (Fata Morgana, 1983)
- Par surprise (Fata Morgana, 1983). By Surprise, trans. Randolph Hough (1987)
- Par des traits (Fata Morgana, 1984)
- Déplacements, Dégagements (1985; posthumous). Spaced, Displaced, trans. David and Helen Constantine (1992)
- Rencontres (with Paolo Marinotti) (1991; posthumous)
- Jeux d'encre. Trajet Zao Wou-Ki (1993; posthumous)
- En songeant à l'avenir (1994; posthumous)
- J'excuserais une assemblée anonyme... (1994; posthumous)
- À distance (Mercure de France, 1997; posthumous)
- Sitôt lus. Lettres à Franz Hellens. 1922-1952 (Fayard, 1999; posthumous)
- Paul Klee (Fata Morgana, 2012; posthumous)
- Donc c'est non, lettres réunies, ed. Jean-Luc Outers (Gallimard, 2016; posthumous)
- Coups d'arrêt suivi d’Ineffable vide (Éditions Unes, 2018; posthumous)